# Spoken in huis
Spoken in huis is het 11de stripverhaal van De Kiekeboes. De reeks wordt getekend door striptekenaar Merho.

## Verhaal
De 15de-eeuwse misdadigers Schobbejak en Lorejas, die in 1428 als straf levend ingemetseld werden, komen weer tot leven als spoken wanneer Kiekeboe bij werken in zijn kelder per ongeluk een gat in de vloer maakt. Ze proberen aan de kost te komen als dief, maar zijn niet aangepast aan de omstandigheden eind 20ste eeuw. Doordat ze hun buit respectievelijk in de kelder van Kiekeboe en die van Van Der Neffe zetten, worden deze ten onrechte beschuldigd van diefstal en inbraak.